# Vera Cruz kommun, Rio Grande do Sul
Vera Cruz är en kommun i Brasilien.   Den ligger i delstaten Rio Grande do Sul, i den södra delen av landet, 1 600 km söder om huvudstaden Brasília. Antalet invånare är 23 986.
Trakten runt Vera Cruz består till största delen av jordbruksmark. Runt Vera Cruz är det tätbefolkat, med 266 invånare per kvadratkilometer.